# Vjetrenica
Vjetrenica je jeskyně v Bosně a Hercegovině. Nachází se v krasové oblasti Popovo Polje nedaleko města Ravno (Hercegovsko-neretvanský kanton). 
Jeskyně je dlouhá přibližně sedm kilometrů a je největší v zemi, veřejnosti je přístupná v délce 1800 metrů. Její název je odvozen od silného proudění vzduchu ve vstupu do jeskyně. Teplota vzduchu v jeskyni se pohybuje okolo 11 °C. Nachází se v ní podzemní jezero, dlouhé 180 metrů. O jeskyni psal již Plinius starší a prozkoumal ji v letech 1912 až 1914 Karel Absolon.
Vjetrenica je známá vysokou mírou biodiverzity – žije zde okolo dvou set živočišných druhů, z toho patnáct endemitů. Byly v ní nalezeny pozůstatky medvěda jeskynního a kompletní kostra poddruhu levharta Panthera pardus spelaea. Na stěnách se nacházejí malby, jejichž stáří je odhadováno na deset tisíc let.
Od roku 1950 je Vjetrenica chráněna jako přírodní památka. Akademie věd a umění Bosny a Hercegoviny navrhla jeskyni spolu s nedalekou vesnicí Zavala na zařazení na seznam Světového dědictví. K zápisu na seznam UNESCO došlo v červenci 2024.